# 近鉄プラザ桔梗が丘
近鉄プラザ桔梗が丘（きんてつプラザききょうがおか）は三重県名張市桔梗が丘にあった商業施設である。
ここでは過去に入居していた近鉄百貨店桔梗が丘店（きんてつひゃっかてんききょうがおかてん）やその前身・後身となる百貨店についても述べる。

## 概要
近商ストアの店舗として1965年（昭和40年）に開業したのが始まりで、1990年（平成2年）4月に増床改装し、「近鉄プラザ桔梗が丘店」として開店した。
競合店との差別化を図るため、1998年（平成10年）7月8日に「（株）近鉄プラザ百貨店」を資本金3億円で設立して、総合スーパーから百貨店へ業態転換して同年9月19日に「桔梗が丘近鉄百貨店」として新装開店した。
その後、2001年（平成13年）9月1日には近鉄百貨店の直営店となった。
しかし、近鉄百貨店の経営再建の一環として百貨店としての営業をやめ、直営の店舗面積を約5,500m2へ縮小することになった。
それに伴い、近商ストアが運営する食品専門館「ハーベス」が1階に入居し、婦人服売り場は3階売り場を無くして2階のみに縮小するなどの大規模な改装を行い、2012年（平成24年）3月3日に「近鉄プラザ桔梗が丘」（近鉄百貨店ショップ桔梗が丘）として新装開業した。
2016年頃にB館が屋上駐車場の一部分を残して、解体された。
2018年（平成30年）3月31日をもって閉店した。

## 閉店後の動き
閉鎖後、近商ストアが駐車場跡などを使っての営業継続を考えていたがとりやめとなり、所有する近鉄不動産が食品スーパーと出店交渉を進めて1階の約1,500m2にぎゅーとらが出店することになった。
2018年9月に開店したものの、2年後の2020年（令和2年）10月31日に入居していた「ぎゅーとら」「セイムス」などは閉店になった（「ぎゅーとら」は2020年11月に2kmほど離れた場所に「ラブリー蔵持店」を開店し、事実上の店舗移転となった）。
2020年10月31日に移転閉店をしたが、2025年1月時点で閉鎖されており、解体工事が予定されていない上、未解体となっている。